# Wisła (1847)
Wisła (paropływ nr 2) to parowy, wiślany statek pasażerski Królestwa Polskiego (środkowej Wisły) o napędzie bocznokołowym.

## Dane
- armator: E. Gulbert, później Spółka Żeglugi Parowej A. Zamojskiego
- miejsce budowy: Stocznia Gâche`a, Nantes, Francja
- maszyna parowa
  - moc: 30 KM
  - produkcja: Stocznia Gâche`a, Nantes, Francja
- wymiary kadłuba:
  - długość: 42 m
  - szerokość:3,44 m
  - w latach 1851-53 wydłużono kadłub

## Historia
- 1847 r. – rozpoczęcie służby
- 1871 r. – sprzedanie do Rosji.

## Literatura
- Witold Arkuszewski "Wiślane statki pasażerskie XIX i XX wieku".